# Protosiren
Protosiren is een geslacht van uitgestorven zeekoeien uit de orde Sirenia en de familie Protosirenidae uit het Midden-Eoceen (Lutetien tot Priabonien). Protosiren is een uitgestorven vroeg geslacht uit de orde Sirenia. Protosiren kwam voor in het Lutetien tot Priabonien van het Midden-Eoceen. Fossielen zijn gevonden in verafgelegen gebieden zoals de Verenigde Staten (South Carolina, North Carolina en Florida), Afrika (Egypte), Europa (Frankrijk, Duitsland en Hongarije) en Azië (India en Pakistan).
Tot nu toe zijn er vijf soorten benoemd. Op basis van vergelijkende anatomie en chronologische volgorde, wordt verondersteld dat Protosiren fraasi, Protosiren sattaensis en Protosiren smithae een voorouder-afstammingslijn vertegenwoordigen. Protosiren eothene is de oudste en kleinste soort.
Protosiren verscheen in de loop van het Lutetien als vervanger van de zeekoeien uit de Prorastomidae.

## Ecologie
Net als de huidige Sirenia (zeekoe en doejong) voedde Protosiren zich waarschijnlijk zowel met zeegrassen als met zoetwaterplanten. In tegenstelling tot de bestaande zeekoeien had Protosiren achterpoten. Hoewel de ledematen goed ontwikkeld waren, waren ze klein en was het sacro-iliacale gewricht zwak. Daarom werd gedacht dat Protosiren alleen of voornamelijk in het water leefde en zich zelden op het land waagde. Er wordt gespeculeerd dat hij zwom door middel van caudale golving en zijn achterpoten gebruikte om over de zeebodem te kruipen in kusthabitats waar hij zich voedde. Het zou een andere ecologische niche kunnen hebben ingenomen dan de hedendaagse Eotheroides, die meer gelijkenis vertoonde met de huidige zeekoeien.

## Soorten
- Protosiren eothene Zalmout et al., 2003
- Protosiren fraasi (typesoort) Abel, 1904
- Protosiren minima (Demarest, 1822)
- Protosiren sattaensisGingerich et al., 1995
- Protosiren smithae Domning & Gingerich, 1994